# アライテント
アライテント（Arai tent ）は日本の登山・アウトドア用品メーカーである。

## 概要
創業者の新井睦が1965年に東京都中野区で創業、その当初よりツェルトを作り続けて来た。創業当時底がないのが当然であったツェルトに、アライテントは左右壁面の壁を下に延伸して下端に紐をつけて左右を結べば床ができるようにし、これが大ヒットとなった。1984年には自立式ドーム型テントで2016年現在のラインナップの基本となるライズ1を発売するが、これも当初の設計意図は「自立するツェルトを作ろう」であった。1987年には軽量モデル、エアライズを発売した。2000年に所沢工場に本社を移転した。2009年に1から2人用の小型テントでありながらツインルームであり、土間風の広い前室を持つドマドームを発売した。 ライズシリーズのテントはトレックライズを除き各部の寸法を同じにしてあり、フライシートや外張りなどのオプションは使い回せるようになっている。
社内にはデザイナーと呼ばれる職種が存在せず、スタッフのほぼ全員が山屋であり、ミシンを扱ってテントを作れる。一度製品化した製品の寿命が長く、20年前のテントの修理依頼も日常茶飯であるという。

## 主な製品
- マカルー - 840デニールの分厚いナイロンを使い非常に高い耐久性を持つ長期縦走・遠征向けの大型バックパック。雨蓋と本体の巾着部分を延伸できる構造になっており、カタログに表記されている容量より大幅な拡張が可能になっている。
- クロワール - ケブラーとポリエステルの混紡生地「ダイナモナス」を使用し耐久性と軽量化を両立したバックパック。背負わずに荷揚げに使う状況も想定しているため、ベルト類は背面パッドの内側に収納できるようになっている。
- エアライズ - 1987年に販売が開始されたロングセラーの軽量ドーム型テント。8000m級の山岳での使用実績もある。
- ゴアテックスオーバーシューズ - プラスチックブーツやゲイター一体型の三重靴が普及したため近年では珍しいオーバーシューズ。